# Кудренко, Александр Ильич
Александр Ильич Кудренко (р. 10 марта 1943, Бжедуховская) — российский тромбонист и музыкальный педагог, артист ансамбля песни и пляски Советской Армии им. Александрова, преподаватель музыкального училища имени Гнесиных., Заслуженный артист РСФСР.

## Биография
Творческая деятельность Александра Кудренко началась с работы в оркестре Дагестанского кумыкского музыкально-драматического театра в 1959—1960 годах. С 1960 по 1962 год он играл на бас-тромбоне в симфоническом оркестре Дагестанского радио и телевидения.
Окончив в 1962 году Махачкалинское музыкальное училище по классу Владислава Селевко, Кудренко переехал в Москву. С 1962 по 1965 год он играл в оркестре Министерства обороны СССР и одновременно учился в музыкально-педагогическом институте имени Гнесиных. Он окончил институт в 1969 по классу Бориса Григорьева. В 1967—1968 годах он преподавал в музыкальном училище имени Гнесиных. С 1968 года Александр Кудренко играл в ансамбля песни и пляски Советской Армии им. Александрова.
В настоящее время Кудренко — художественный руководитель детского духового оркестра Московского Дома ветеранов.